# C.I.S. – Chaoten im Sondereinsatz
C.I.S. – Chaoten im Sondereinsatz ist eine deutsche TV-Krimi-Parodie aus dem Jahr 2010 von Erik Haffner.
Der Film ähnelt vom Konzept der Gastauftritte der in den Jahren zuvor ausgestrahlten Crazy-Race-Reihe.

## Handlung
Vor Jahren hat der Rechtsmediziner Lukas Maler seine Karriere ruiniert, da er aus Versehen Beweise gegen den 24-Stunden-Killer, einen Serienmörder, unbrauchbar machte. Der Killer hat seinem Opfer einen Wecker mit 24-Stunden-Countdown gegeben, und am Ende der Frist bringt er das Opfer um.
Nun hat Maler einen Job als Schlachter. Als erneut der 24-Stunden-Killer nach gleichem Muster zuschlägt, wird Maler wieder in das Ermittlerteam geholt. Teamleiterin ist seine Ex-Frau Diana, mit der er anfangs gar nicht auskommt; nachdem die beiden miteinander geschlafen haben, entspannt sich ihr Verhältnis.
Lukas findet heraus, dass der Unfall, bei dem die Beweise vernichtet wurden, vorsätzlich herbeigeführt wurde. Der 24-Stunden-Killer muss also einen Informanten im Team haben. Es tauchen gefälschte Beweise auf, die Maler stark belasten. Daher wird er ins Gefängnis gesteckt, von wo er dank des Fluchtplans eines Mithäftlings ausbrechen kann. Maler und sein Kollege Gonzalez finden heraus, dass der 24-Stunden-Killer von einem Krematorium aus operiert. Im Showdown werden Diana und Gonzalez beinahe im Krematorium verbrannt, während Maler mit dem Killer, der sich als sein Vorgesetzter herausstellt, kämpft und ihn schließlich überwältigt.

## Produktion
Die Dreharbeiten für C.I.S. begannen am 3. Juni 2009 in Köln. Der Film wurde im Auftrag von RTL von Sony Pictures produziert. Es ist der erste Film, in dem Sänger Sasha eine Hauptrolle spielt. Des Weiteren sind zahlreiche Cameo-Auftritte von B-Prominenten im Film enthalten.
C.I.S. versteht sich als eine Parodie auf gängige Serien wie Dr. House, CSI: Den Tätern auf der Spur und 24. Zudem gibt es Hinweise auf die Formate Bauer sucht Frau, Hausmeister Krause und Die Super Nanny sowie die im Abschnitt Gastrollen genannten Serien.

## Ausstrahlung
Die deutsche Erstausstrahlung war ursprünglich im Februar geplant, doch verschob RTL die Premiere wegen der Olympischen Winterspiele. Die deutsche Erstausstrahlung fand am 9. Mai 2010 auf RTL statt und wurde von insgesamt 3,22 Millionen Zuschauern gesehen.

## Gastrollen (Auswahl)
Im Film gibt es zahlreiche Cameo-Auftritte von Hauptdarstellern vornehmlich anderer RTL- und Sat.1-Formate.
| Darsteller        | Figurname         | Rolle                  | Sonstiges                                           |
| ----------------- | ----------------- | ---------------------- | --------------------------------------------------- |
| Michael Ammer     | Michael Ammer     | Partykönig             | bekannter Eventveranstalter                         |
| Erdoğan Atalay    | Semir Gerkhan     | Autobahnpolizist       | Crossover mit der Actionserie Alarm für Cobra 11    |
| Tom Beck          | Ben Jäger         | Autobahnpolizist       | Crossover mit der Actionserie Alarm für Cobra 11    |
| Oliver Beerhenke  | Harald Renger     | verschuldeter Landwirt | Komiker                                             |
| Erika Berger      | Erika Berger      | Seelsorgerin           | Fernsehmoderatorin                                  |
| Jürgen Drews      | Jürgen Drews      | Statist                | Schlagersänger                                      |
| Kai Ebel          | Kai Ebel          | Sportreporter bei RTL  | bekannt von der Formel-1-Berichterstattung          |
| Collien Fernandes | Rebecca Ludwig    | Laborassistentin       | Fernsehmoderatorin                                  |
| Thomas Hackenberg | Thomas Hackenberg | Taxifahrer             | bekannt aus der Quizshow Quiz Taxi                  |
| Thomas M. Held    | Unbekannt         | Insasse                | bekannt aus der Sketch-Comedy Sechserpack           |
| Willi Herren      | Unbekannt         | Insasse                | Schauspieler                                        |
| Jens Schäfer      | Dr. Reihenhaus    | Arzt                   | Schauspieler                                        |
| Alexander Hold    | Alexander Hold    | Richter                | bekannt aus seiner Sendung Richter Alexander Hold   |
| Vera Int-Veen     | Vera Int-Veen     | Kundin                 | bekannt aus der Talkshow Vera am Mittag             |
| Angelika Kallwass | Angelika Kallwass | Psychologin            | bekannt aus ihrer Serie Zwei bei Kallwass           |
| Katy Karrenbauer  | Christine Walter  | Gefängnispersonal      | Crossover mit Hinter Gittern – Der Frauenknast      |
| Christian Rach    | Christian Rach    | Moderator              | bekannt aus seiner Serie Rach, der Restauranttester |
| Ingrid van Bergen | Ingrid van Bergen | Zeugin                 | Schauspielerin                                      |
| Tine Wittler      | Tine Wittler      | Dekorationsexpertin    | bekannt aus der Reihe Einsatz in 4 Wänden           |
| Peter Zwegat      | Peter Zwegat      | Schuldnerberater       | bekannt aus seiner Sendung Raus aus den Schulden    |

## Rezeption
Nach Christian Buß liefert das Trash-Format „amüsante Einblicke in die umfassende Resteverwertungsmaschinerie“ des Fernsehsenders RTL. Er bezeichnete in Spiegel Online den Film als eine Selbstparodie des Senders sowie als Nachahmung von „US-Parodien im Stile von Hot Shots! oder Date Movie“, in der „Look und Erzähltechnik des entsprechenden Genres“, wie die der „modernen Profiler-Serien samt Split-Screen und Skyline-Shots perfekt nachgeahmt“ werden, um sie dann „in lustigen Schockmomenten ins Absurde zu drehen.“
Das Medienmagazin DWDL.de urteilte: „Während mancher Zuschauer sicher (vor)schnell zum neuen Modewort Trash TV greifen würde, könnte man auch sagen: Chaoten im Sondereinsatz knüpft an alberne Gottschalk/Krüger-Filme aus den 80er Jahren an – über die man entweder lacht oder verächtlich spottet“, riet zum Einschalten und resümierte „dennoch sei für den bestmöglichen Effekt […] der Konsum von alkoholischen Kaltgetränken angeregt.“

„Statt gezielter Pointen kam ein Kugelhagel mittelmässiger Witze von Darstellern, die ihre Rollen nicht im Ansatz ernst nahmen. […] Abgesehen von C.S.I.-typischen Zoomfahrten, die Details hervorheben, fiel den Autoren hier leider wenig ein. Lieber klatschte man Gastauftritt an Gastauftritt, ließ Tine Wittler die Pathologie neu dekorieren und dehnte abgedroschene Sex-Witzchen auf endlose Minuten aus. Der Aufwand dieser sicherlich nicht ganz billigen Sony-Produktion war dabei stellenweise beträchtlich und stand in keinem Verhältnis zur Qualität des Drehbuchs und dem Talent des Regisseurs, der schon zuvor bei Bernd das Brot und der Pro7 Märchenstunde besseres abgeliefert hatte.“

## Auszeichnungen
- 2010 – nominiert für den Deutschen Comedypreis in der Kategorie Beste TV-Komödie